# Johan Adolf Spaak

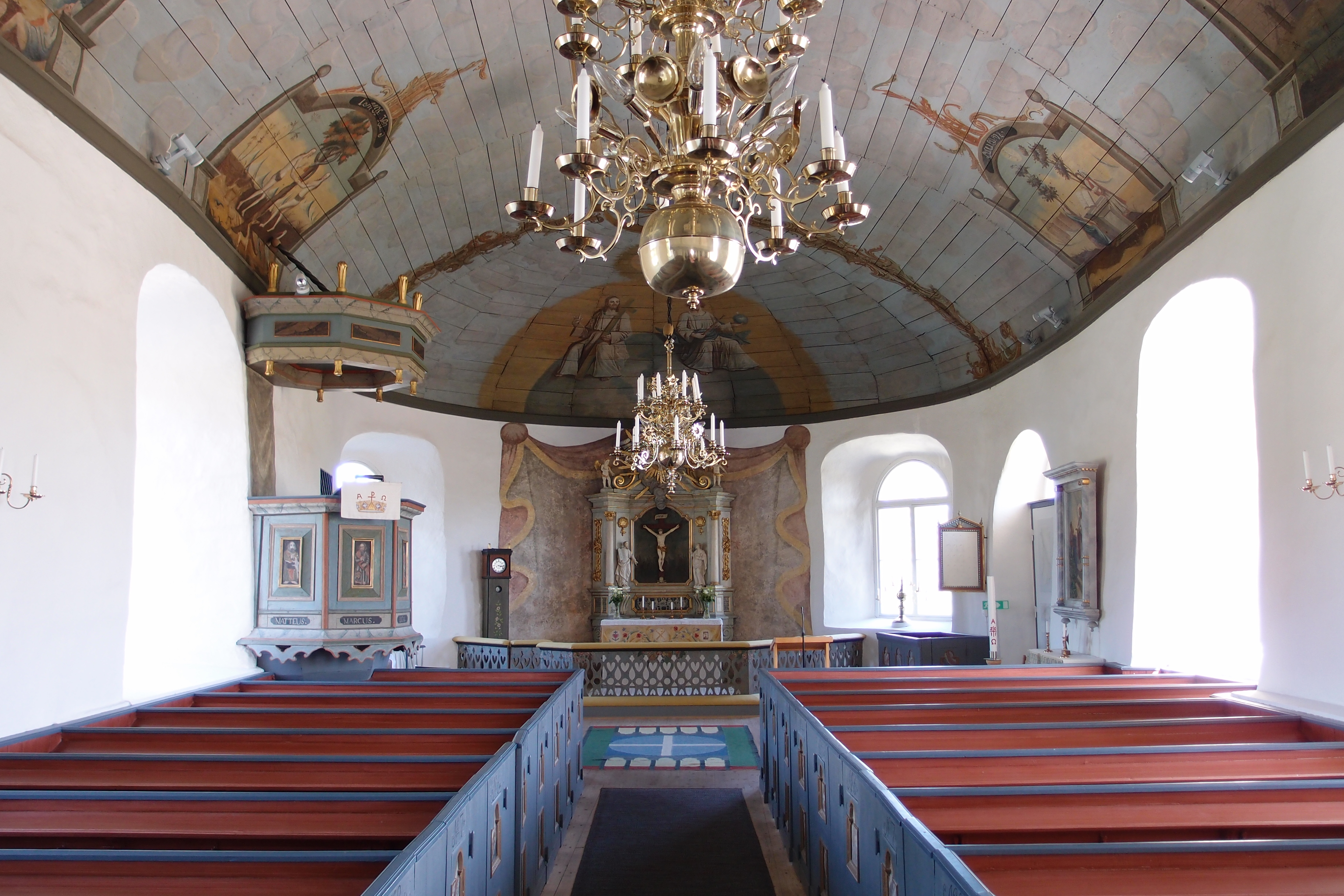
Takmålning i Gällinge kyrka.

Johan Adolf Spaak, även Adolph, född den 13 oktober 1720 i Skeppsås socken, Östergötland, död okänt år, var en svensk kyrkomålare.

## Biografi
Johan Adolf Spaak var son till kornetten av fortifikation Axel Spaak och Brigita Magdalena Roxendorf. 
Spaak kom i lära för Lars Holm i Göteborg 1738 och blev gesäll 1743. Dock blev han aldrig skråansluten, men var verksam som målare i Varberg.

## Verk
- 1763 Träplatta bevarad i Vänersborgs museum troligen från Västra Eds kyrka.
- 1767 Styrsö kyrka. Dekorationsmålning av taket tillsammans med Jonas Dürchs. Vid en renovering 1870 avlägsnades takmålningen och endast bjälkarnas bemålning är bevarad.
- 1767 Abilds kyrka. Takmålning. Bevarad.
- 1767 Gällinge kyrka. Bemålning av långhustaket tillsammans med Jonas Dürchs. Bevarat.
- 1770 Stråvalla kyrka. Bemålning av kortaket. Troligen försvunnet.
- 1777 Älvsereds kyrka. Målning av tak, väggar och predikstol. Försvunnet.
- 1786 Torestorps kyrka. Bemålning av predikstol och eventuellt även taket. Bevarat.
- 1700-talet Onsala kyrka. Altartavla möjligen målad av Spaak.